# Odört
Odört (Conium maculatum L.) är en tvåårig växt som tillhör familjen flockblommiga växter. Den är känd för sin starka giftighet.

## Beskrivning

Blomflock

Odört blir mellan en halv och två meter hög, och blommar från juni till augusti med vita blommor i flockar med 10 till 20 strålar. Växten utmärks av en kväljande lukt, som påminner om lukten av råtturin. Stjälken är glänsande kal, slät och nertill rödlilafläckig. Nedre blad liknar de som hundkäx har, men är större, mörkgröna och helt kala. De har även flikar med små vita spetsar. Frukterna blir mellan 2,5 och 3,5 mm och är grönbruna, nästan klotrunda med knottriga åsar.

## Utbredning och habitat
Odörten finns i så gott som hela Europa, men avtar i norra delen. Dess utbredning i Norden är strax söder om Mälaren och runt de sydliga kusterna i Sverige, Finlands sydspets, mycket små områden i södra Norge och delar av Danmark.
Odört är sällsynt i Sverige men kan påträffas förvildad på gårdar, vid vägkanter, tångvallar, på ruderatmark, och intill hamnar. 
Den förekommer i några lokaler i norra Nordamerika, men är inte ursprunglig där.

## Biotop
Den trivs på frisk till fuktig, närings- och kväverik mark.

## Giftighet
Odörten är känd för sitt starka gift. Hela växten är mycket giftig och det är framförallt de omogna fröna och bladen som är allra mest verksamma. Giftigheten beror i hög grad på växtstället. De exemplar som vuxit på en kylig och mörk plats är särskilt giftiga till skillnad från dem som vuxit på ett varmt och solbelyst ställe vilka kan vara nästintill ofarliga. Odörten innehåller ett flertal giftiga substanser (alkaloider) där koniin är den viktigaste. 
Giftet verkar genom att angripa det centrala nervsystemet, vilket medför en gradvis minskning av muskelstyrkan. (Farmakologiskt: strukturell inhibering av katekolaminers verkan.) Tillräckligt höga doser av giftet förlamar andningsmuskulaturen och den utsatte dör av kvävning. Medvetandet är under hela processen intakt. Det finns inget känt motgift, men den förgiftade kan överleva med hjälp av respirator till dess att toxinet metaboliserats.

## Odört i kulturen
Under antiken användes odört och äkta stormhatt i de vanligaste giftdrogerna. Stormhattsgiftet, akonitin, användes till att avliva de simplaste förbrytarna, dem man ville ge en kvalfull död. Odörtsbägaren däremot var betydligt angenämare och gavs till statsfångar eller till dem som ville ta sitt liv av egen vilja. Giftbägaren, som kallades kôneion på grekiska, bestod av en blandning av odört och vallmo (opium). Kôneion kommer från ordet kônos, som betyder kägla eller snurra, och åsyftar den yrsel som föregår förlamningen vid intagandet av giftet. En av de mer kända som ändat sitt liv med giftbägaren är filosofen Sokrates (470 f.Kr. - 399 f.Kr.) som dömdes till döden för "gudlöshet" och för att ha "fördärvat ungdomen".

## Etymologi
Namnet odört kommer från fornsvenska odher, som betyder vild, galen. (Jmfr. Oden och tyskans Wut vrede). Liknande namnbildning finns för odon.
Conium kommer av grekiskans kôneion, se ovan. Maculatum kommer av latinets macula som betyder fläck.
Odört heter hemlock på engelska.

## Bilder

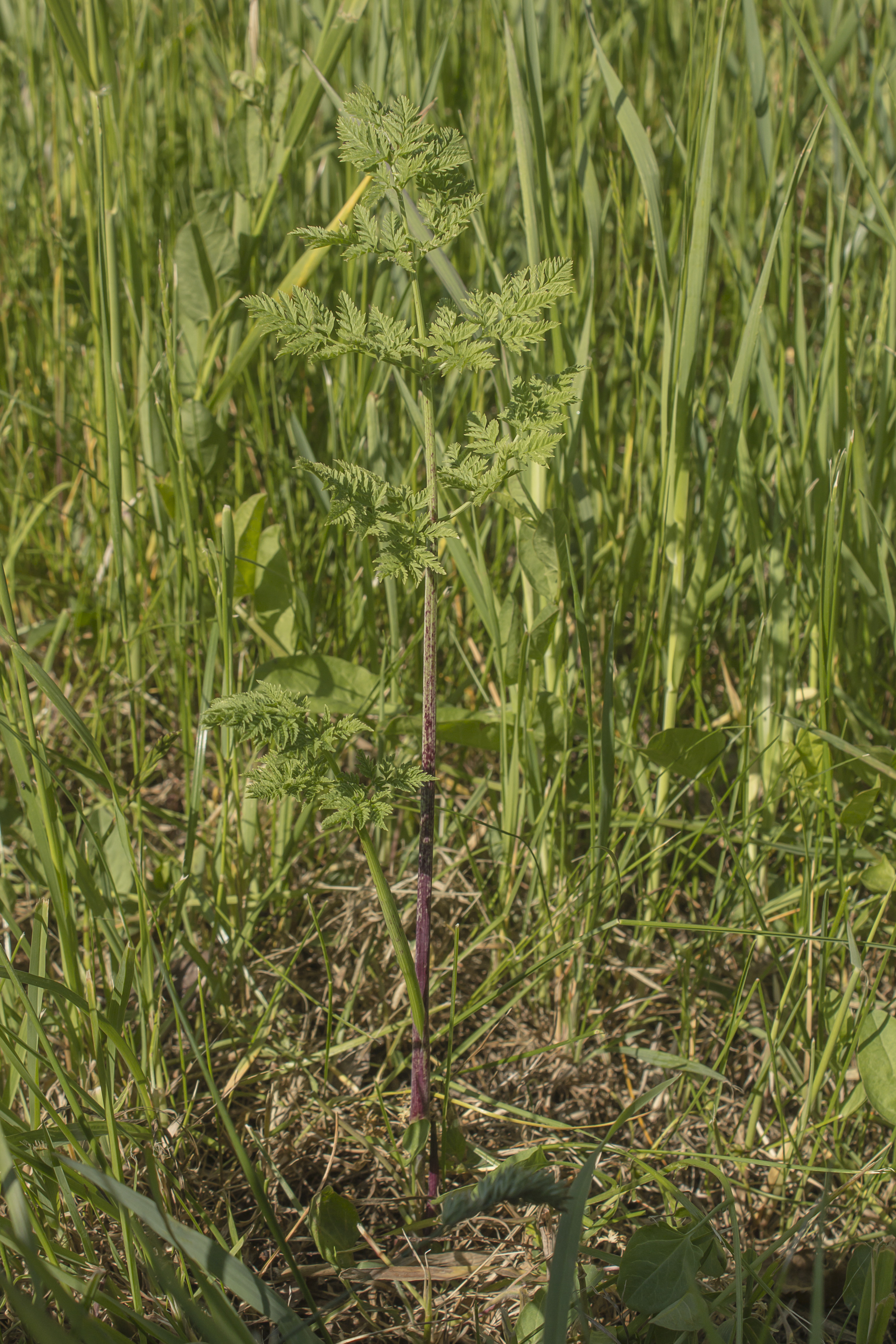
Förstaårsplanta av odört
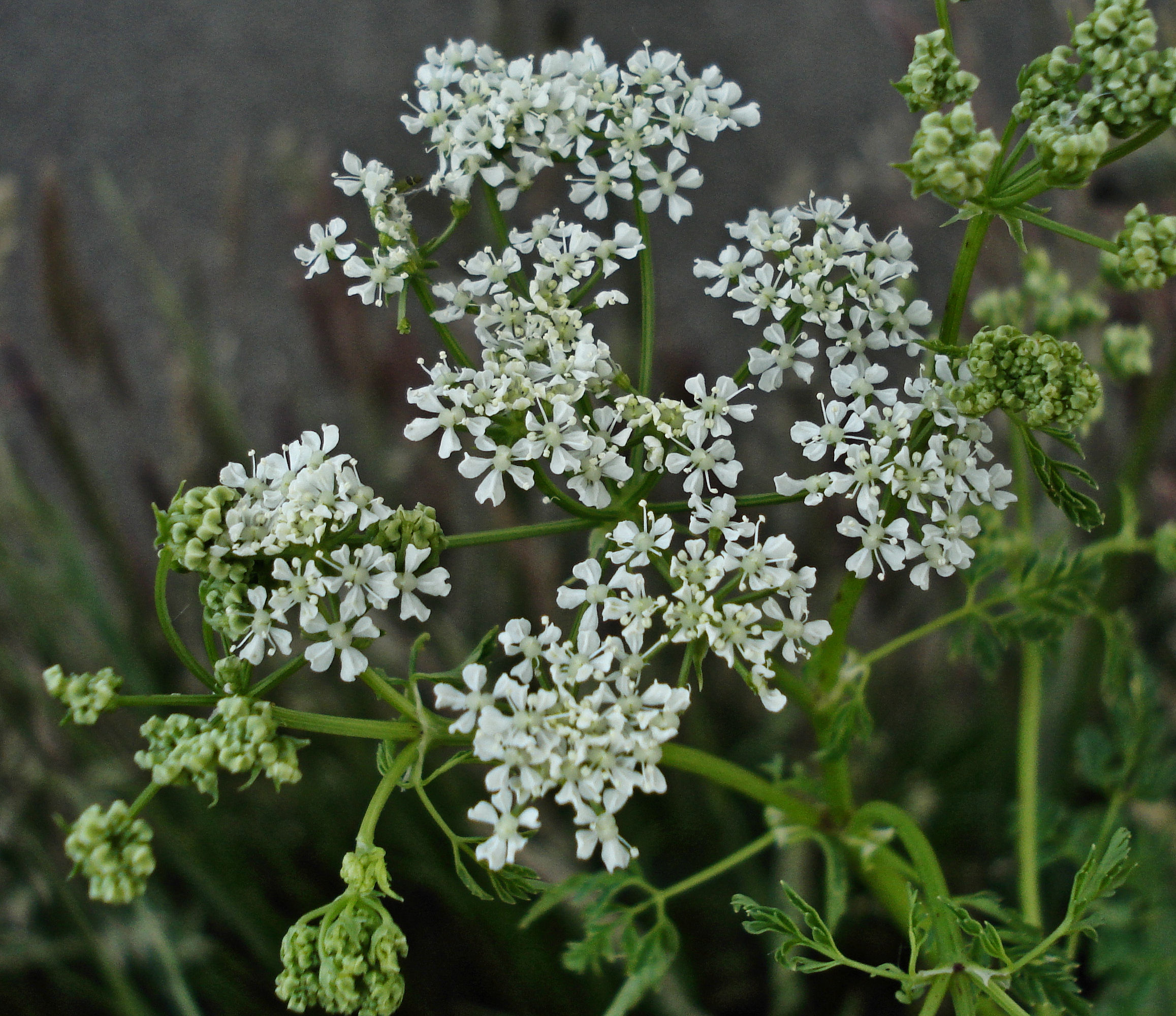
Blommor
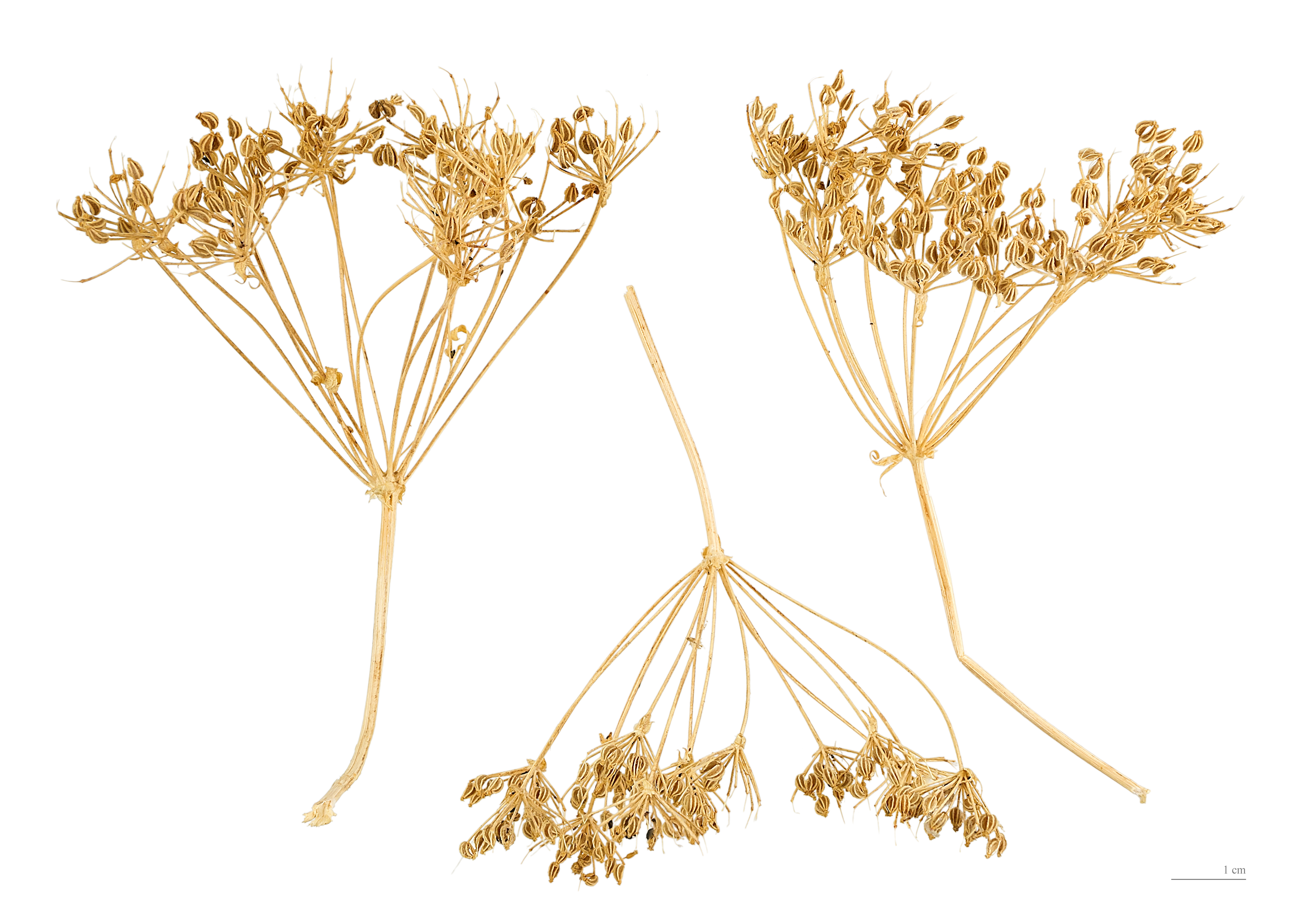
Conium maculatum Herbariumbild
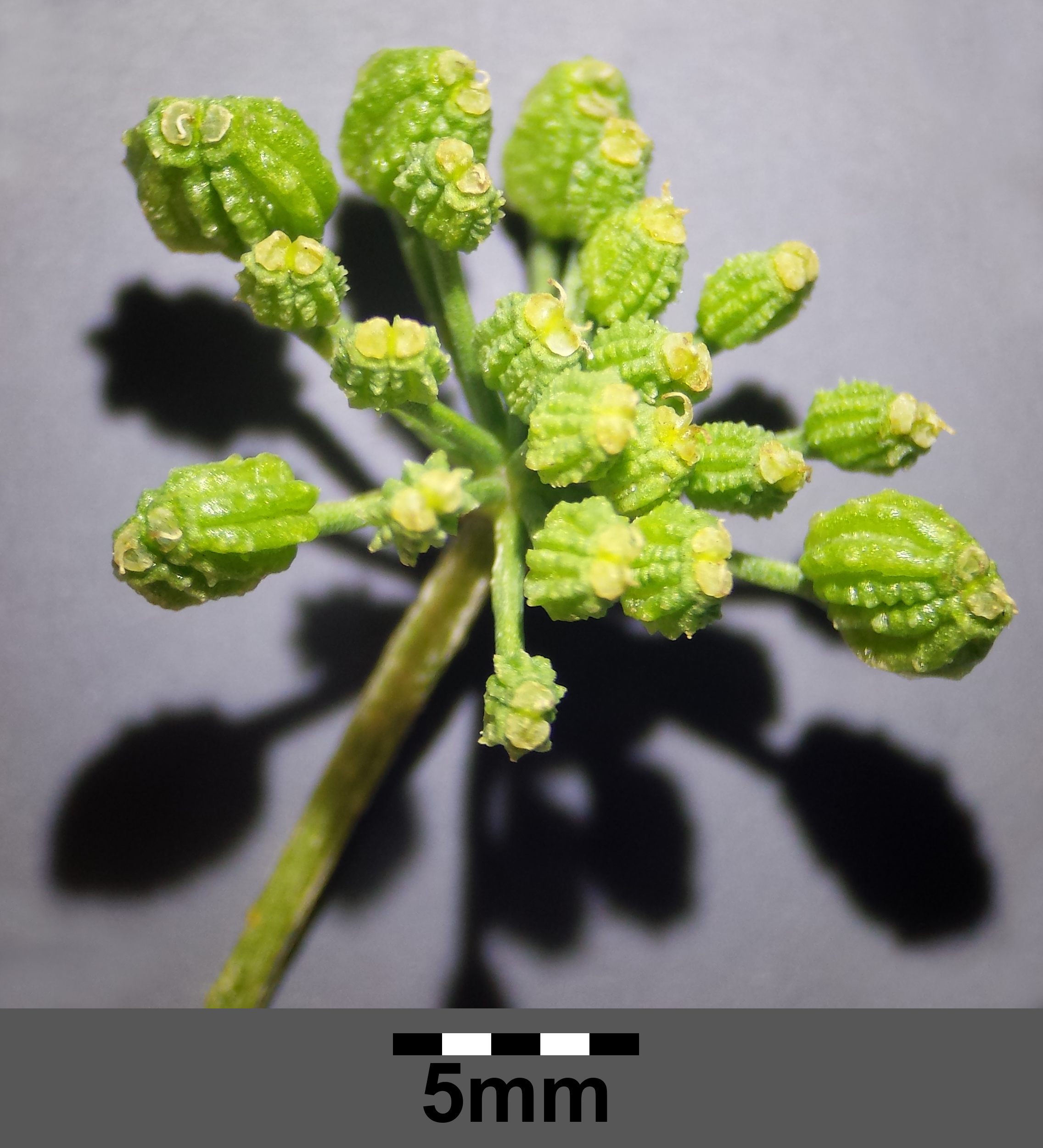
Omogna frukter
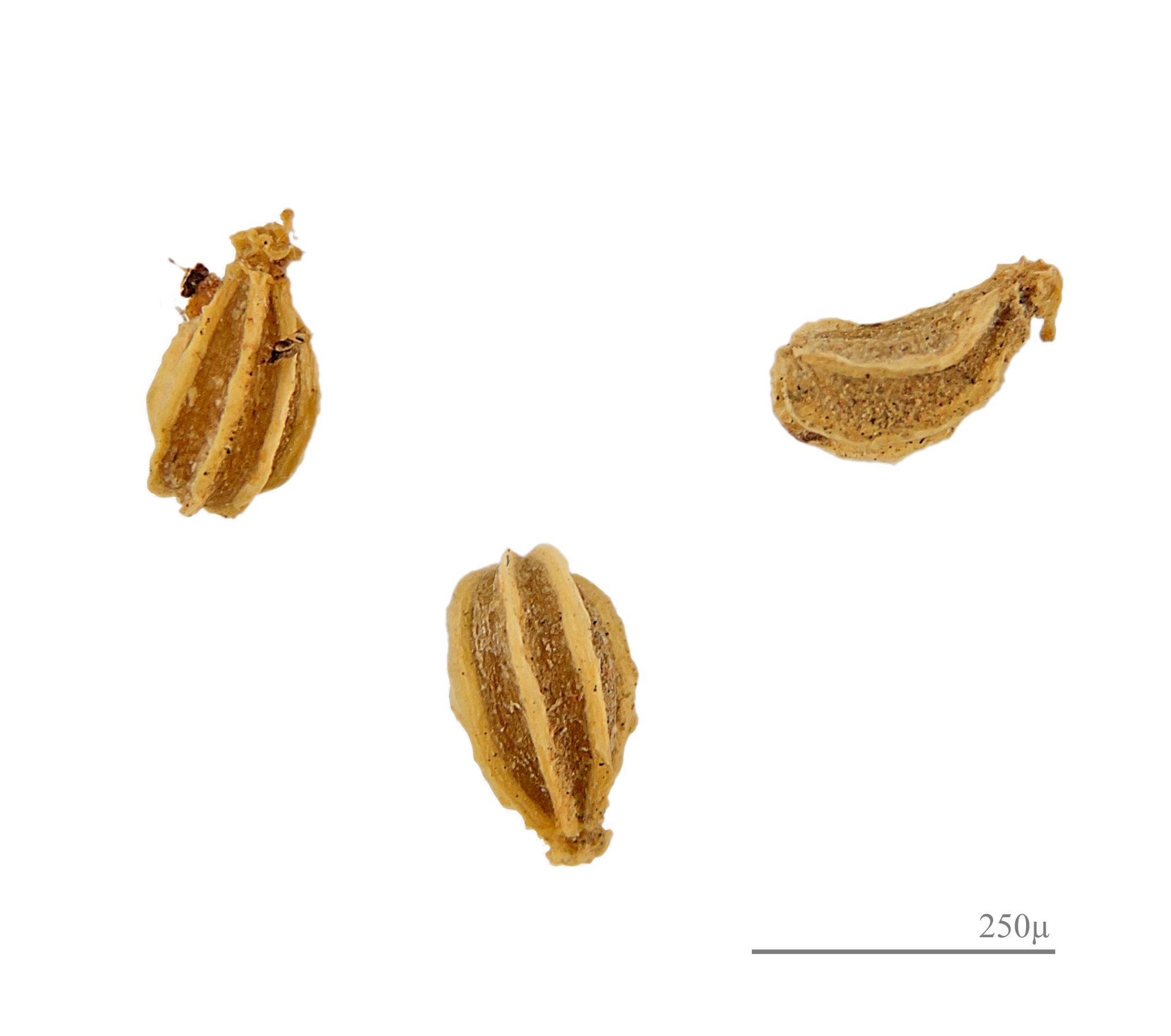
Frön Lägg märke till skalan nedtill på bilden